# Distretto di Küre
Il distretto di Küre (in turco Küre ilçesi) è uno dei distretti della provincia di Kastamonu, in Turchia.